# 2002년 월드 시리즈
2002년 월드 시리즈(2002 World Series)는 7차전까지 가는 승부가 펼쳐진 제98회 메이저 리그 베이스볼 월드 시리즈다. 시리즈는 10월 19일부터 10월 27일까지 치러졌다. 내셔널 리그 우승팀인 샌프란시스코 자이언츠와 아메리칸 리그 우승팀인 애너하임 에인절스가 맞붙어 7차전 승부 끝에 애너하임 에인절스가 샌프란시스코 자이언츠를 4승 3패로 이기고 월드시리즈 우승을 차지했다. MVP는 애너하임 에인절스의 내야수 트로이 글로스이 수상했다. 애너하임 에인절스는 1961년 창단 이후 사상 첫 월드 시리즈 우승에 성공했다.

## 포스트 시즌 결과
2002년 월드 시리즈는 캘리포니아 지역에 있는 팀끼리 맞붙은 4번째 월드 시리즈다. 1974년 월드 시리즈에서 오클랜드 애슬레틱스가 로스앤젤레스 다저스에게 승리했고, 1988년 월드 시리즈에선 두 팀이 다시 맞붙어 다저스가 복수에 성공했다.1989년 월드 시리즈 이후 처음으로 캘리포니아 시리즈까지 맞붙은 월드 시리즈이자 2010년 월드 시리즈 전까지 샌프란시스코가 마지막으로 모습을 드러냈던 월드 시리즈다. 월드 시리즈에서 승부를 가리게 된 에인절스 감독 마이크 소시아와 자이언츠 감독 더스티 베이커는 로스앤젤레스 다저스에서 1980년부터 1983년까지 호흡을 맞췄었고, 1981년 월드 시리즈에서 같이 우승컵을 들어올린 사이다. 덕분에 이번 시리즈는 전에 같은 팀에서 뛰던 선수가 양 팀의 감독이 되어 치르게 된 사상 최초의 월드 시리즈가 됐다.

### 샌프란시스코 자이언츠
1958년 연고지를 뉴욕에서 샌프란시스코로 옮긴 후, 샌프란시스코 자이언츠는 오랜 기간 무의미하고 혼란스럽고 실망스런 시즌을 보냈다. 자이언츠는 연고이전 전인 1954년 마지막 트로피를 들어올렸었는데 연고 이전 후 양키스와의 극적이었던 1962년 월드 시리즈를 포함 2차례 월드 시리즈에 진출했으나 모두 패배로 마무리지었다. 가장 최근에 월드 시리즈에 모습을 나타냈던건 2000년이었으나 내셔널 리그 디비전 시리즈에서 뉴욕 메츠에게 패배하며 또 다시 좌절의 늪에 빠졌다.
2002년은 베이커가 자이언츠의 감독이 된 후 맞는 10번째 시즌이자 퍼시픽 벨 파크에서 맞이한 세 번째 시즌이다. 전년 90승 72패를 기록하며 애리조나 다이아몬드백스의 뒤를 잇는 내셔널 리그 서부 지구 2위를 차지했고 내셔널 리그 와일드 카드에서도 세인트루이스 카디널스의 뒤를 잇는 2위를 차지하며 아쉬운 시즌을 보냈다. 2001년 도중 팀에 합류했던 안드레스 갈라라가와 션 에스테츠가 팀을 떠난 대신 자유 계약으로 레지 샌더스와 계약하고, 트레이드로 시애틀 마리너스로부터 데이비드 벨을 영입하며 팀 전력을 보강했다. 레지 샌더스, 데이비드 벨, 쓰요시 신조 등 영입생들의 활약과 시즌 도중 팀에 가세한 케니 로프턴의 맹활약이 공격의 맥을 터준데 이어 기존부터 팀의 공격의 중심을 맡고 있던 배리 본즈, J.T. 스노우, 리치 오릴리아, 제프 캔트의 꾸준한 활약이 이어지면서 리그 최강의 공격력을 보유한 팀으로 평가되었다. 또한, 커크 루에터, 제이슨 슈미트를 중심으로 돌아간 선발진과 팀 워렐 마무리 롭 넨이 이끄는 계투진도 자기 역할을 제대로 해주었다.
2002년 4월 내셔널 리그 서부 지구 선두에 올라서며 좋은 시작을 보였으나, 5월말 로스앤젤레스 다저스와 애리조나 다이아몬드백스의 뒤를 잇는 서부지구 3위로 추락하는 부진을 겪은 후 3개월간 계속 3위 자리에 머무른다. 그러나 이런 난조를 깨고 9월 9일 로스앤젤레스 다저스를 끌어내리고 지구 2위로 올라섰고, 결국 2½경기차 지구 2위에 머물렀으나, 다저스를 3½ 경기차로 누르고 내셔널리그 와일드카드 자리를 따냈다. 이어 플레이오프를 통해서 팀이 월드시리즈에 진출하면서 베이커 감독은 1992년, 1993년 연속으로 월드 시리즈에 진출했던 토론토 블루 제이스의 감독이었던 시토 개스톤 이후 처음으로 월드 시리즈에 진출한 흑인 감독이 되었다.
또한 래지 잭슨은 전년도 애리조나 다이아몬드백스 출신으로 월드 시리즈에 출전한데 이어 2년 연속 다른 팀 소속으로 월드 시리즈에 출장하게 됐는데, 이는 1986년 보스턴 레드 삭스. 1987년 미네소타 트윈스. 1988년 오클랜드 어슬래틱스 소속으로 3년 연속 다른 팀으로 월드 시리즈에 진출했던 돈 베일러 이후 첫 번째 기록이다.

### 애너하임 에인절스
자이언츠와 마찬가지로, 애너하임 에인절스도 오랜기간 우울하고 실망스런 시즌을 보냈다. 비록 1982년 아메리칸 리그 챔피언십 시리즈에서 밀워키 브루어스, 그리고 1986년 아메리칸 리그 챔피언십 시리즈에서 보스턴 레드 삭스와의 아쉽지만 인상을 깊게 남긴 승부를 펼치긴 했으나 1961년 창단 이후 에인절스는 2002년 전까지 단 한번도 월드 시리즈에 진출하지 못했다. 앞선 2번의 챔피언십 시리즈 모두 상대 팀을 탈락 위기까지 몰아넣었다가 이후 3연패하며 탈락했기에 아쉬움을 더했다. 거기다 1986년의 시리즈는 에인절스의 마지막 포스트시즌 진출이었다. 이후 1995년 시애틀 마리너스와 원-게임 플레이오프를 치루긴 했으나 포스트시즌에 진출하지는 못했다.
2002년은 에인절스가 마이크 소시아 감독의 지휘 아래서 치르는 세 번째 시즌이었는데, 에인절스는 전 시즌 75승 87패로 아메리칸 리그 서부 지구 3위에 그치는 부진한 성적을 남겼다. 2002년 시즌 가장 주목할만한 선수단의 변화는 뉴욕 메츠로 모 본을 보낸 대신 투수 케빈 에이피어를 데려오며 보강한 것이다. 개럿 앤더슨, 대런 얼스테드, 트로이 글로스, 팀 새먼 등 기존 전력들의 활약과 함께 신입 애덤 케네디, 데이비드 엑스타인의 활약이 팀의 상승세를 주도했다. 선발 라인업은 라몬 오티즈, 제로드 워시번과 함께 시즌 중반 콜업되어 좋은 활약을 펼친 존 래키가 이끌었으며 셋업맨 브랜든 도넬리, 마무리 트로이 퍼시벌은 팀의 뒷문 단속을 철저히 했으며, 시즌 막판 가세한 20살의 신입 불펜 프란시스코 로드리게스가 괜찮은 투구를 선보였다.
에인절스는 시즌 대부분을 시애틀과 오클랜드를 추격하는 입장이었으나, 시즌 후반 오클랜드와 에인절스가 승리를 질주하는 사이 시애틀이 추락하며 시애틀이 리그 3위에 그쳤고, 에인절스는 오클랜드와 4경기차 지구 2위를 기록했고, 결국 보스턴 레드 삭스에 6경기 앞선 와일드 카드를 따냈다.

## 경기 결과

### 1차전
2002년 10월 19일, 미국 캘리포니아주 애너하임, 에디슨 인터내셔널 필드 오브 애너하임
| 팀 | 1 | 2 | 3 | 4 | 5 | 6 | 7 | 8 | 9 | R | H | E |
| 샌프란시스코 | 0 | 2 | 0 | 0 | 0 | 2 | 0 | 0 | 0 | 4 | 6 | 0 |
| 애너하임 | 0 | 1 | 0 | 0 | 0 | 2 | 0 | 0 | 0 | 3 | 9 | 0 |
| 승리 투수: 제이슨 슈미트 패전 투수: 제로드 워시번 세이브: 롭 넨 홈런: SFG – 배리 본즈(2회 1점), 레지 샌더스(2회 1점), J.T. 스노우(6회 2점) ANA – 트로이 글로스(2회 1점, 6회 1점) |   |   |   |   |   |   |   |   |   |   |   |   |

### 2차전
2002년 10월 20일, 미국 캘리포니아주 애너하임, 에디슨 인터내셔널 필드 오브 애너하임
| 팀 | 1 | 2 | 3 | 4 | 5 | 6 | 7 | 8 | 9 | R  | H  | E |
| 샌프란시스코 | 0 | 4 | 1 | 0 | 4 | 0 | 0 | 0 | 1 | 10 | 12 | 1 |
| 애너하임 | 5 | 2 | 0 | 0 | 1 | 1 | 0 | 2 | X | 11 | 16 | 1 |
| 승리 투수: 프란시스코 로드리게스 패전 투수: 펠릭스 로드리게스 세이브: 트로이 퍼시벌 홈런: SFG – 레지 샌더스(2회 3점), 데이비드 벨(2회 1점), 제프 켄트(3회 1점), 배리 본즈(9회 1점) ANA – 팀 새먼(2회 2점, 8회 2점) |   |   |   |   |   |   |   |   |   |    |    |   |

### 3차전
2002년 10월 22일, 미국 캘리포니아주 샌프란시스코, 퍼시픽 벨 파크
| 팀 | 1 | 2 | 3 | 4 | 5 | 6 | 7 | 8 | 9 | R  | H  | E |
| 애너하임                                                                                                 | 0 | 0 | 4 | 4 | 0 | 1 | 0 | 1 | 0 | 10 | 16 | 0 |
| 샌프란시스코                                                                                             | 1 | 0 | 0 | 0 | 3 | 0 | 0 | 0 | 0 | 4  | 6  | 2 |
| 승리 투수: 라몬 오티즈 패전 투수: 리반 에르난데스 홈런: SFG – 리치 오릴리아(5회 1점), 배리 본즈(5회 2점) |   |   |   |   |   |   |   |   |   |    |    |   |

### 4차전
2002년 10월 23일, 미국 캘리포니아주 샌프란시스코, 퍼시픽 벨 파크
| 팀                                                                                                   | 1 | 2 | 3 | 4 | 5 | 6 | 7 | 8 | 9 | R | H  | E |
| 애너하임                                                                                             | 0 | 1 | 2 | 0 | 0 | 0 | 0 | 0 | 0 | 3 | 10 | 1 |
| 샌프란시스코                                                                                         | 1 | 0 | 0 | 0 | 3 | 0 | 0 | 1 | X | 4 | 12 | 1 |
| 승리 투수: 팀 워렐 패전 투수: 프란시스코 로드리게스 세이브: 롭 넨 홈런: ANA – 트로이 글로스(3회 2점) |   |   |   |   |   |   |   |   |   |   |    |   |

### 5차전
2002년 10월 24일, 미국 캘리포니아주 샌프란시스코, 퍼시픽 벨 파크
| 팀 | 1 | 2 | 3 | 4 | 5 | 6 | 7 | 8 | 9 | R  | H  | E |
| 애너하임 | 0 | 0 | 0 | 0 | 3 | 1 | 0 | 0 | 0 | 4  | 10 | 2 |
| 샌프란시스코                                                                                                  | 3 | 3 | 0 | 0 | 0 | 2 | 4 | 4 | X | 16 | 16 | 0 |
| 승리 투수: 채드 저비 패전 투수: 제로드 워시번 홈런: SFG – 제프 켄트(6회 2점, 7회 2점), 리치 오릴리아(8회 3점) |   |   |   |   |   |   |   |   |   |    |    |   |

### 6차전
2002년 10월 26일, 미국 캘리포니아주 애너하임, 에디슨 인터내셔널 필드 오브 애너하임
| 팀 | 1 | 2 | 3 | 4 | 5 | 6 | 7 | 8 | 9 | R | H  | E |
| 샌프란시스코 | 0 | 0 | 0 | 0 | 3 | 1 | 1 | 0 | 0 | 5 | 8  | 1 |
| 애너하임 | 0 | 0 | 0 | 0 | 0 | 0 | 3 | 3 | X | 6 | 10 | 1 |
| 승리 투수: 브랜든 도넬리 패전 투수: 팀 워렐 세이브: 트로이 퍼시벌 홈런: SFG – 션 던스턴(5회 2점), 배리 본즈(6회 1점) ANA – 스캇 스피지오(7회 3점), 대런 얼스테드(8회 1점) |   |   |   |   |   |   |   |   |   |   |    |   |

### 7차전
2002년 10월 27일, 미국 캘리포니아주 애너하임, 에디슨 인터내셔널 필드 오브 애너하임 📽️
| 팀                                                                  | 1 | 2 | 3 | 4 | 5 | 6 | 7 | 8 | 9 | R | H | E |
| 샌프란시스코                                                        | 0 | 1 | 0 | 0 | 0 | 0 | 0 | 0 | 0 | 1 | 6 | 0 |
| 애너하임                                                            | 0 | 1 | 3 | 0 | 0 | 0 | 0 | 0 | X | 4 | 5 | 0 |
| 승리 투수: 존 래키 패전 투수: 리반 에르난데스 세이브: 트로이 퍼시벌 |   |   |   |   |   |   |   |   |   |   |   |   |

## 시리즈 요약
애너하임 에인절스가 4승 3패로 우승을 차지했고, MVP는 애너하임 에인절스의 내야수 트로이 글로스가 수상했다.
| 경기 | 경기 점수 (원정팀이 앞, 홈팀이 뒤)                 | 날짜      | 구장                                 | 관중 수  |
| ---- | -------------------------------------------------- | --------- | ------------------------------------ | -------- |
| 1    | 샌프란시스코 자이언츠 – 4, 애너하임 에인절스 – 3   | 10월 19일 | 에디슨 인터내셔널 필드 오브 애너하임 | 44,603명 |
| 2    | 샌프란시스코 자이언츠 – 10, 애너하임 에인절스 – 11 | 10월 20일 | 에디슨 인터내셔널 필드 오브 애너하임 | 44,584명 |
| 3    | 애너하임 에인절스 – 10, 샌프란시스코 자이언츠 – 4  | 10월 22일 | 퍼시픽 벨 파크                       | 42,707명 |
| 4    | 애너하임 에인절스 – 3, 샌프란시스코 자이언츠 – 4   | 10월 23일 | 퍼시픽 벨 파크                       | 42,703명 |
| 5    | 애너하임 에인절스 – 4, 샌프란시스코 자이언츠 – 16  | 10월 24일 | 퍼시픽 벨 파크                       | 42,713명 |
| 6    | 샌프란시스코 자이언츠 – 5, 애너하임 에인절스 – 6   | 10월 26일 | 에디슨 인터내셔널 필드 오브 애너하임 | 44,506명 |
| 7    | 샌프란시스코 자이언츠 – 1, 애너하임 에인절스 – 4   | 10월 27일 | 에디슨 인터내셔널 필드 오브 애너하임 | 44,598명 |

### 이닝 별 득점 현황
| 팀                                           | 1 | 2  | 3 | 4 | 5  | 6 | 7 | 8 | 9 | R  | H  | E |
| 애너하임 에인절스                            | 5 | 5  | 9 | 4 | 4  | 5 | 3 | 6 | 0 | 41 | 76 | 5 |
| 샌프란시스코 자이언츠                        | 4 | 10 | 1 | 0 | 13 | 5 | 5 | 5 | 1 | 44 | 66 | 5 |
| 총 관중 수: 306,414명 평균 관중 수: 43,773명 |   |    |   |   |    |   |   |   |   |    |    |   |

## 같이 보기
- 2002년 일본 시리즈